# Graniczna liczba porządkowa
Graniczna liczba porządkowa – liczba porządkowa, która nie jest następnikiem innej liczby porządkowej. Bardziej precyzyjnie liczba porządkowa {\displaystyle \lambda } jest graniczną liczbą porządkową wtedy i tylko wtedy, gdy dla każdej innej liczby porządkowej {\displaystyle \alpha <\lambda } zachodzi {\displaystyle \alpha +1<\lambda .}
Liczba porządkowa jest graniczna wtedy i tylko wtedy, gdy jest równa sumie (teoriomnogościowej) swoich elementów (w przeciwnym wypadku suma ta jest poprzednikiem). Liczba 0 również spełnia definicję liczby granicznej, jednak czasem ze względów technicznych matematycy nie zaliczają jej do ich grona.

## Przykłady
- Żadna skończona liczba porządkowa (liczba naturalna) większa niż 0 nie jest graniczna.
- {\displaystyle \omega } jest liczbą porządkową graniczną – istnienie tej liczby gwarantuje aksjomat nieskończoności.
- Istnieje nieprzeliczalnie wiele przeliczalnych liczb porządkowych granicznych.
- Każda liczba epsilonowa jest graniczna.
- {\displaystyle \omega _{1}=\mathbb {H} (\omega ),} gdzie {\displaystyle \mathbb {H} } oznacza wartość funkcji Hartogsa na zbiorze {\displaystyle \omega ,} jest najmniejszą nieprzeliczalną liczbą porządkową, będącą jednocześnie liczbą graniczną.
- Każda nieskończona liczba kardynalna jest liczbą porządkową graniczną.

Przykładami porządkowych liczb granicznych są:
{\displaystyle 0,\omega ,\omega +\omega ,\dots ,\omega \cdot n,\dots ,\omega ^{2},\dots ,\omega ^{m},\dots ,\omega ^{\omega },\omega ^{\omega ^{\omega }},\dots ,\varepsilon _{0}=\omega ^{\omega ^{\omega ^{\ldots }}},\dots .}
gdzie {\displaystyle n} i {\displaystyle m} są dowolnymi liczbami naturalnymi.